# Spółka jawna
Spółka jawna (w skrócie sp.j.) – osobowa spółka prowadząca przedsiębiorstwo pod własną firmą i niebędąca inną spółką handlową. Nie posiada osobowości prawnej, ale ma zdolność prawną. Posiada swój majątek, który stanowią wkłady wniesione do spółki oraz mienie nabyte przez spółkę w czasie jej istnienia.

## Definicja KSH
Kodeks spółek handlowych określa spółkę jawną w art. 22 jako:

§ 1. Spółką jawną jest spółka osobowa, która prowadzi przedsiębiorstwo pod własną firmą, a nie jest inną spółką handlową.
§ 2. Każdy wspólnik odpowiada za zobowiązania spółki bez ograniczenia całym swoim majątkiem solidarnie z pozostałymi wspólnikami oraz ze spółką z uwzględnieniem art. 31

## Powstanie spółki jawnej
Spółka jawna wykształciła się w połowie XII wieku. Pierwsze spółki jawne były spółkami rolniczymi.
Powstanie spółki jawnej obejmuje 3 tryby:
1. w drodze umowy pomiędzy wspólnikami,
2. w drodze fakultatywnego przekształcenia spółki cywilnej w jawną na podstawie art. 26 § 4 Kodeksu spółek handlowych,
3. w drodze przekształcenia każdej spółki handlowej w jawną na podstawie art. 551 i następnych KSH.

Umowa spółki jawnej powinna być zawarta w formie pisemnej pod rygorem nieważności. Umowa spółki powinna zawierać:
- firmę i siedzibę spółki,
- określenie wkładów wnoszonych przez każdego ze wspólników i ich wartość,
- przedmiot działalności spółki,
- czas trwania spółki, jeżeli jest oznaczony.

Dla powstania spółki jawnej wymagane jest wpisanie spółki do KRS Krajowego Rejestru Sądowego. Każdy wspólnik ma prawo i obowiązek zgłosić spółkę do rejestru. Spółka jawna wpisywana jest do KRS jako przedsiębiorca. Zgłoszenie spółki jawnej do KRS powinno zawierać:
- firmę, siedzibę i adres spółki,
- przedmiot działalności spółki,
- nazwiska i imiona albo firmy (nazwy)wspólników oraz adresy wspólników albo ich adresy do doręczeń,
- nazwiska i imiona osób upoważnionych do reprezentowania spółki i sposób reprezentacji,
- złożone wobec sądu lub notarialnie poświadczone wzory podpisów osób uprawnionych do reprezentowania spółki.

Do sądu rejestrowego należy zgłosić również wszelkie zmiany w wyżej wymienionych danych.
Firma spółki powinna zawierać nazwiska lub firmy (nazwy) wszystkich wspólników albo nazwisko albo firmę (nazwę) jednego albo kilku wspólników z oznaczeniem „spółka jawna”. Dopuszcza się stosowanie w obrocie skrótu „sp.j.”

## Prowadzenie spraw spółki jawnej
Każdy ze wspólników ma prawo i obowiązek prowadzenia spraw spółki jawnej bez dodatkowego wynagrodzenia. Umową spółki albo późniejszą uchwałą wspólników można powierzyć prowadzenia spraw spółki jednemu lub kilku wspólnikom. Pozostali wspólnicy są wówczas wyłączeni od prowadzenia spraw spółki. Za prowadzenie spraw spółki wspólnik nie otrzymuje wynagrodzenia. Prowadzenie spraw spółki nie może zostać powierzone osobom trzecim z wyłączeniem wspólników.
Każdy wspólnik bez uprzedniej uchwały wspólników może prowadzić sprawy spółki nieprzekraczające zakresu zwykłych czynności spółki. Jeżeli jednak przed dokonaniem tej czynności sprzeciwi się jej przeprowadzeniu choćby jeden z pozostałych wspólników, wymagana jest uprzednia uchwała wspólników. W tym przypadku uchwała podejmowana jest jednomyślnie przez wspólników mających prawo do prowadzenia spraw spółki.
W przypadku czynności przekraczających zakres zwykłych czynności spółki, wymagana jest jednomyślna uchwała wspólników, podejmowana przez wszystkich wspólników, także tych, którzy są wyłączeni od prowadzenia spraw spółki. Wyjątek dotyczy czynności nagłych, których zaniechanie naraziłoby spółkę na poważną szkodę. Wówczas każdy ze wspólników mających prawo do prowadzenia spraw spółki może bez uchwały wspólników wykonać taką czynność.
Wspólnik może zostać zwolniony od obowiązku prowadzenia spraw spółki, jak również może zostać pozbawiony prawa prowadzenia spraw spółki. Następuje to tylko z ważnych powodów na mocy prawomocnego orzeczenia sądu.

## Prawa i obowiązki wspólników
W spółce jawnej odpowiedzialność za zobowiązania spółki ponoszą wszyscy wspólnicy solidarnie z pozostałymi wspólnikami oraz ze spółką, bez ograniczeń, całym swoim majątkiem, zarówno obecnym, jak i przyszłym. Obowiązuje jednak zasada subsydiarnej odpowiedzialności wspólników. Oznacza ona, że wierzyciel może prowadzić egzekucję z majątku wspólnika, dopiero gdy egzekucja z majątku spółki okaże się bezskuteczna, co nie oznacza jednak, że wierzyciel nie może wcześniej wystąpić z pozwem przeciwko wspólnikom.

## Rozwiązanie spółki jawnej
Rozwiązanie spółki następuje w następujących przypadkach:
- zaistnienie okoliczności wskazanych w umowie spółki (jednakże jeśli pomimo zajścia tych okoliczności spółka nadal prowadzi swoją działalność za zgodą wszystkich wspólników, to spółkę uważa się za przedłużoną na czas nieokreślony),
- jednomyślnej uchwały wspólników o zakończeniu działalności,
- ogłoszenia upadłości spółki,
- śmierć wspólnika lub ogłoszenie jego upadłości (pomimo jednak zajścia tych okoliczności, spółka trwa pomiędzy pozostałymi wspólnikami, gdy umowa spółki tak stanowi lub pozostali wspólnicy tak postanowią, a uzgodnienie takie powinno nastąpić niezwłocznie; w przeciwnym razie spadkobierca zmarłego lub syndyk upadłości mogą domagać się przeprowadzenia likwidacji spółki),
- wypowiedzenia umowy spółki przez wspólnika lub wierzyciela wspólnika (spółka będzie jednak trwała, jeśli umowa spółki tak stanowi lub pozostali wspólnicy tak postanowią, przy czym ich uzgodnienie powinno nastąpić przed upływem terminu wypowiedzenia; w przeciwnym razie wspólnik, który wypowiedział umowę lub jego wierzyciel, domagać się mogą przeprowadzenia likwidacji spółki),
- prawomocnego orzeczenia sądu (każdy bowiem wspólnik może z ważnych powodów żądać rozwiązania spółki przez sąd; gdy jednak ważne powody zachodzą tylko po stronie jednego ze wspólników, to pozostali mogą żądać, by sąd orzekł o wyłączeniu tegoż wspólnika ze spółki; umowa nie może w tej gestii stanowić inaczej).